# Platina-szilicid
A platina-monoszilikát néven is ismert platina-szilikát egy PtSi képlettel rendelkező szervetlen vegyület, szintetizált állapotban ortorombos kristályszerkezetet alkot.
| Vegyi képlet                   | PtSi                    |
| Molekulasúly                   | 223.17 g/mol            |
| CAS #                          | 12137-83-6              |
| Alak                           | Ortorombikus kristályok |
| Elektromos fajlagos ellenállás | 25-35 μΩ cm             |
| Sűrűség                        | 12.4 g/cm³              |
| Olvadáspont                    | 1229 °C                 |